# Cuban Festival
Cuban Festival er en musikfestival på Vesterbro i København, hvor der præsenteres cubansk musik. Festivalen varer tre dage, og afholdes i et telt på Onkel Dannys Plads. Festivalen afholdes af foreningen Global Generation. 
|  | Denne artikel kan blive bedre, hvis der indsættes geografiske koordinater Denne artikel omhandler et emne, som har en geografisk lokation. Du kan hjælpe ved at indsætte koordinater i wikidata. |